# Aimer
Aimer (エメ Eme?,  Kumamoto, Prefectura de Kumamoto, 9 de julio de 1990) es una cantante y letrista japonesa, representada por SACRA MUSIC y administrada por Agehasprings. Su nombre proviene del verbo "Aimer" en francés que significa "amar". Su nombre real es desconocido.

## Biografía
Debido a la influencia de sus padres, ella estuvo rodeada de música desde una edad muy temprana. Comenzó a componer canciones con el piano y la guitarra y comenzó a escribir letras en inglés. A la edad de 15 años, perdió la voz por un desafortunado accidente, sin embargo, mientras se recuperaba, adquirió su distintiva voz ronca.

## Carrera
Aimer se asoció con el grupo "Agehasprings", que ha trabajado, producido o proporcionado música para varios artistas, incluidos Yuki, Mika Nakashima, Flumpool, Superfly, Yuzu y Genki Rockets. En 2011, su carrera musical comenzó en serio. En mayo de 2011, lanzaron el álbum conceptual Your favorite things. Cubrió numerosas obras de divulgación, incluyendo obras en diversos géneros como el jazz y la música occidental del país. La portada del número 1 se basó en "Poker Face" de Lady Gaga, y fue la primera canción en aparecer en la lista de álbumes principales para la categoría de jazz en iTunes Store. El álbum alcanzó el número 2.
El 7 de septiembre de 2011, debutó para Defstar Records, con la canción "Rokutousei no Yoru", que fue seleccionada por Fuji TV como el tema final de la serie de anime 2011 No. 6. "Rokutousei no Yoru" registró su clasificación más alta en número 9 en la tabla de distribución de música de Recochoku. El segundo sencillo fue lanzado el 14 de diciembre de 2011. "Re:pray / Sabishikute Nemurenai Yoru wa" alcanzó el número 1 en el sitio de descarga de Mora music. La canción "Re: pray" fue elegida como el 29º tema final para el anime Bleach. El sencillo incluye una versión de "Poker Face" de Lady Gaga. La canción apareció previamente en Your Favorite Things de Aimer, un álbum de tapa que fue lanzado durante su época independiente.
El 22 de febrero de 2012, lanzó su tercer sencillo, "Yuki no Furumachi / Fuyu no Diamond", que tenía el tema de "invierno" en todas las pistas. El 11 de mayo de 2012, Aimer lanzó un sencillo digital llamado "Hoshikuzu Venus". Este sencillo estaba destinado a ser el tema principal y la música de fondo del drama "Sasaki Nozomi, Koi nante Zeitaku ga Watashi ni Ochite Kuru no daro ka ?". Este drama se emitió el 16 de abril de 2012. El 15 de agosto, Aimer lanzó su cuarto sencillo, "Anata ni Deawanakereba: Kasetsu Toka / Hoshikuzu Venus", que incluía una versión de "Breaking Up Is Hard to Do" de Neil Sedaka. La primera pista de este sencillo "Anata ni Deawanakereba: Kasetsu Toka" es una canción final de la serie de anime de Fuji TV Natsuyuki Rendezvous.
El 20 de marzo de 2013, Aimer lanzó el sencillo "RE: I AM", que se utilizó como tema final para el penúltimo episodio de Mobile Suit Gundam Unicorn. Según una entrevista, el título de la canción "es un anagrama de su nombre artístico (Aimer), y tiene el significado de desglosar una palabra y construirla en otra". El octavo sencillo "Brave Shine", apareció como el segundo tema de apertura del anime Fate/stay night: Unlimited Blade Works, y fue lanzado el 3 de junio de 2015. Otra canción, "Last Stardust", que también era un candidato para la apertura, aparece como una canción insertada en el episodio # 20.
El 18 de agosto de 2016, Aimer anunció su 4.º álbum de estudio especial Daydream que se lanzará el 21 de septiembre y presenta canciones de colaboración entre ella y artistas populares como Taka (ONE OK ROCK), Yojiro Noda (RADWIMPS), TK (Ling tosite sigure) , Chelly (EGOIST), Takahito Uchisawa (androp), Hiroyuki Sawano, Sukima Switch y Mao Abe. Taka, además, produjo cuatro nuevas canciones para este álbum, mientras que TK proporcionó dos. También incluye el tema final de Kōtetsujō no Kabaneri realizado en colaboración con chelly (EGOIST) y Hiroyuki Sawano y más para 13 pistas en total. El álbum fue lanzado en tres versiones: un CD + Blu-ray limitado (Tipo-A), una edición limitada de CD + DVD (Tipo-B) y una edición regular de solo CD. La canción "Falling Alone" se usó como pista principal y fue lanzada previamente como su décimo sencillo digital como avance del álbum.
El 20 de agosto de 2016, Aimer reveló su rostro por primera vez en Music Station con la canción "Chouchou Musubi". Tras el anuncio de su 4.º álbum Daydream, Aimer realizó la canción final en la Temporada 5 de la serie de anime Natsume Yūjin-Chō, "Akane Sasu" .
El 5 de enero de 2017 se anunció que Aimer escribió una canción para la exhibición culinaria japonesa "Tabegamisama no Fushigina Resutoranten" dirigida por el estudio de entretenimiento multimedia Moment Factory. Un día después de que se revelara en el perfil oficial de Twitter de Aimer que el nombre de la canción para la exposición sería "Kachō Fūgetsu". Más tarde, también se reveló otro sencillo, que se usaría como tema de apertura para el drama japonés Ubai ai, fuyu, titulado "Kogoesōna Kisetsu Kara", y se lanzaría el 10 de febrero de 2017. Sucesivamente, se anunció la fecha de lanzamiento. , 3 de mayo de 2017, para dos compilaciones que contienen las canciones más famosas de Aimer, BEST SELECTION "Blanc" y BEST SELECTION "Noir". En las compilaciones también se incluirán los dos nuevos singles, además de muchas canciones de sus álbumes anteriores. Su sencillo "Ref: rain", fue lanzado digitalmente el 18 de febrero de 2018 y recibió un lanzamiento físico el 21 de febrero de 2018. La canción se usa como el tema final de la serie de televisión de anime 2018 Koi wa Ameagari no You ni.
El 7 de septiembre de 2018, Aimer lanzó el sencillo "Black Bird", que se utilizó como tema principal para la adaptación cinematográfica japonesa de acción real del manga Kasane. El 8 de enero de 2019, Aimer lanzó el sencillo "I beg you" para la película de anime Fate/stay night: Heaven's Feel II. lost butterfly. La canción se convirtió en su primer sencillo número 1 en la lista de Oricon. Lanzó dos álbumes simultáneos, Sun Dance y Penny Rain, el 10 de abril de 2019. Grabó el tema final "Torches" para la adaptación al anime de la serie de manga Vinland Saga. Lanzó su 18º sencillo "Haru wa Yuku" el 25 de marzo de 2020. La canción sirve como tema principal de la película de anime Fate/stay night: Heaven's Feel III. spring song. La canción de Aimer, "Spark-Again" se convirtió en el tema de apertura de la segunda temporada de la serie Fire Force.

## Discografía

### Álbumes de estudio
| Título           | Detalles | Mejor posición | Certificaciones |
| Título           | Detalles | JPN            | Certificaciones |
| ---------------- | --- | -------------- | --------------- |
| Sleepless Nights | - Lanzamiento: 3 de octubre de 2012 - Sello: DefSTAR Records - Formatos: CD, CD+DVD, descarga digital                          | 11             |                 |
| Midnight Sun     | - Lanzamiento: 25 de junio de 2014 - Sello: DefSTAR Records - Formatos: CD, CD+DVD, descarga digital                           | 9              |                 |
| Dawn             | - Lanzamiento: 29 de julio de 2015 - Sello: DefSTAR Records - Formatos: CD, CD+DVD, CD+Blu-ray, descarga digital               | 4              |                 |
| Daydream         | - Lanzamiento: 21 de septiembre de 2016 - Sello: SME Records - Formatos: CD, CD+DVD, CD+Blu-ray, descarga digital              | 2              | - RIAJ: Gold    |
| Penny Rain       | - Lanzamiento: 10 de abril de 2019 - Sello: SME Records - Formatos: CD, CD+DVD, CD+Blu-ray, descarga digital                   | 2              |                 |
| Sun Dance        | - Lanzamiento: 10 de abril de 2019 - Sello: SME Records - Formatos: CD, CD+DVD, CD+Blu-ray, descarga digital                   | 3              |                 |
| Walpurgis        | - Lanzamiento: 14 de abril de 2021 - Sello: SME Records - Formatos: CD, CD+DVD, CD+Blu-ray, CD+2Blu-ray, 2LP, descarga digital | 2              |                 |

### Compilaciones
| Título                 | Detalles                                                                                 | Mejor posición |
| Título                 | Detalles                                                                                 | JPN            |
| ---------------------- | ---------------------------------------------------------------------------------------- | -------------- |
| Best Selection "blanc" | - Lanzamiento: 3 de mayo de 2017 - Sello: SME Records - Formatos: CD, CD+DVD, CD+Blu-ray | 3              |
| Best Selection "noir"  | - Lanzamiento: 3 de mayo de 2017 - Sello: SME Records - Formatos: CD, CD+DVD, CD+Blu-ray | 4              |

### Miniálbumes
| Título                           | Detalles                                                                               | Mejor posición |
| Título                           | Detalles                                                                               | JPN            |
| -------------------------------- | -------------------------------------------------------------------------------------- | -------------- |
| After Dark                       | - Lanzamiento: 20 de noviembre de 2013 - Sello: DefSTAR Records - Formato: CD          | 23             |
| Dare ka, Umi wo. (誰か、海を。?) | - Lanzamiento: 3 de septiembre de 2014 - Sello: DefSTAR Records - Formatos: CD, CD+DVD | 18             |

### Sencillos
| Título | Año  | Mejor posición de la tabla | Mejor posición de la tabla | Álbum            |
| Título | Año  | JPN Oricon                 | JPN Billboard              | Álbum            |
| --- | ---- | -------------------------- | -------------------------- | ---------------- |
| "Rokutosei no Yoru" / "Kanashimi wa Aurora ni" / "Twinkle Twinkle Little Star" (六等星の夜 / 悲しみはオーロラに?) | 2011 | 28                         | —                          | Sleepless Nights |
| "Re:pray" / "Sabishikute Nemurenai Yoru wa" (寂しくて眠れない夜は?)                                               | 2011 | 41                         | —                          | Sleepless Nights |
| "Yuki no Furumachi" / "Fuyu no Diamond" (雪の降る街 / 冬のダイヤモンド?)                                          | 2012 | 72                         | —                          | Sleepless Nights |
| "Anata ni Deawanakereba -Kasetsu Toka-" / "Hoshikuzu Venus" (あなたに出会わなければ～夏雪冬花～/星屑ビーナス?)    | 2012 | 26                         | —                          | Sleepless Nights |
| "L-O-V-E" | 2012 | —                          | —                          | Bitter & Sweet   |
| "Refrain ga Sakenderu" (リフレインが叫んでる?)                                                                    | 2012 | —                          | —                          | Bitter & Sweet   |
| "RE:I AM" | 2013 | 6                          | —                          | Midnight Sun     |
| "Nemuri no Mori" (眠りの森?)                                                                                      | 2013 | —                          | —                          | Midnight Sun     |
| "StarRingChild"                                                                                                   | 2014 | 3                          | 17                         | Midnight Sun     |
| "Broken Night" / "Hollow World"                                                                                   | 2014 | 9                          | 34                         | DAWN             |
| "Brave Shine" | 2015 | 4                          | 4                          | DAWN             |
| "Kimi wo Matsu" (君を待つ?)                                                                                       | 2015 | —                          | —                          | DAWN             |
| "Ninelie" | 2016 | 9                          | 4                          | daydream         |
| "Insane Dream" / "Us"                                                                                             | 2016 | 13                         | 17                         | daydream         |
| "Chouchou Musubi" (蝶々結び?)                                                                                     | 2016 | 10                         | 8                          | daydream         |
| "Falling Alone"                                                                                                   | 2016 | —                          | —                          | daydream         |
| "Akanesasu" / "everlasting snow" (茜さす / everlasting snow?)                                                     | 2016 | 8                          | 8                          |                  |
| "ONE" / "Hana no Uta" / "Rokutosei no Yoru Magic Blue ver." (ONE / 花の唄 / 六等星の夜 Magic Blue ver.?)          | 2017 | 2                          | 2                          |                  |
| "Ref:rain" / "Mabayui bakari" (Ref:rain / 眩いばかり ?)                                                           | 2018 | 6                          | 6                          |                  |
| "Black Bird / Tiny Dancers / Omoide wa Kireide" (Black Bird / Tiny Dancers / 思い出は奇麗で ?)                    | 2018 | 5                          | 3                          |                  |
| "I Beg You / Hanabiratachi no March / Sailing" (I Beg You / 花びらたちのマーチ / Sailing?)                        | 2019 | 1                          | 2                          |                  |
| "Stand-Alone" | 2019 | —                          | 19                         | Walpurgis        |
| "Torches" | 2019 | 6                          | —                          | Walpurgis        |
| "Haru wa Yuku / Marie" (春はゆく / marie?)                                                                        | 2020 | 3                          | 4                          | Walpurgis        |
| "Spark-Again" | 2020 | 3                          | 51                         | Walpurgis        |

### Cover albums
| Título               | Detalles                                                                                         | Mejor posición |
| Título               | Detalles                                                                                         | JPN            |
| -------------------- | ------------------------------------------------------------------------------------------------ | -------------- |
| Your Favorite Things | - Lanzamiento: 11 de mayo de 2011 - Sello: DefSTAR Records - Formato: Descarga digital           | —              |
| Bitter & Sweet       | - Lanzamiento: 12 de diciembre de 2012 - Sello: DefSTAR Records - Formatos: CD, descarga digital | 53             |

### Colaboraciones
| Título     | Detalles                                                                                     | Artista(s)                |
| ---------- | -------------------------------------------------------------------------------------------- | ------------------------- |
| UnChild    | - Lanzamiento: 25 de junio de 2014 - Sello: DefSTAR Records - Formatos: CD, descarga digital | SawanoHiroyuki[nZk]:Aimer |
| Another Me | - Lanzamiento: 13 de agosto de 2014 - Sello: J-More - Formato: Descarga digital              | Fukui Mai x Aimer         |

### Invitaciones
| Canción                                                         | Año  | Álbum                   | Artista del álbum   |
| --------------------------------------------------------------- | ---- | ----------------------- | ------------------- |
| "Banana Fish to Hamabe to Kuroi Niji" (with Aimer)              | 2014 | See More Glass          | Galileo Galilei     |
| "Song of ..<AM>"                                                | 2015 | o1                      | SawanoHiroyuki[nZk] |
| "S-ave"                                                         | 2015 | o1                      | SawanoHiroyuki[nZk] |
| "Bed / Love Song" (featuring Aimer)                             | 2016 | Sea and the Darkness    | Galileo Galilei     |
| "bL∞dy f8 -eUC-"                                                | 2016 | Into the Sky EP         | SawanoHiroyuki[nZk] |
| "Told U So"                                                     | 2016 | P.Y.L                   | illion              |
| "Bright Stars" (featuring Aimer)                                | 2016 | Kings of the Playground | Grown Kids          |
| "Listen" (featuring Avril Lavigne); (Aimer as background vocal) | 2017 | Ambitions               | One Ok Rock         |
| "Ninelie <Cry-v>"                                               | 2017 | 2V-ALK                  | SawanoHiroyuki[nZk] |
| "Memento Mori" (featuring Aimer)                                | 2018 | Cocoon                  | androp              |